# Tourcoing
Tourcoing (hollandsk: Toerkonje) er en kommune og by i det nordlige Frankrig, beliggende i departementet Nord tæt på den belgiske grænse. Den er hovedby for tre kantoner og danner sammen med Lille og Roubaix en bymæssig koncentration med ca. en mio. indbyggere. Tourcoing har selv 92.000 indbyggere (2005), der på fransk betegnes Tourquennois.

## Demografi
| 1793   | 1800   | 1806   | 1821   | 1831   | 1836   | 1841   | 1846   | 1851   |
| ------ | ------ | ------ | ------ | ------ | ------ | ------ | ------ | ------ |
| 12.110 | 11.380 | 11.999 | 14.661 | 17.973 | 19.966 | 22.503 | 26.834 | 27.615 |

| 1856   | 1861   | 1866   | 1872   | 1876   | 1881   | 1886   | 1891   | 1896   |
| ------ | ------ | ------ | ------ | ------ | ------ | ------ | ------ | ------ |
| 29.646 | 33.498 | 38.262 | 43.322 | 48.634 | 51.895 | 58.008 | 65.477 | 73.353 |

| 1901   | 1906   | 1911   | 1921   | 1926   | 1931   | 1936   | 1946   | 1954   |
| ------ | ------ | ------ | ------ | ------ | ------ | ------ | ------ | ------ |
| 79.243 | 81.671 | 82.644 | 78.600 | 81.379 | 81.972 | 78.393 | 76.080 | 83.416 |

| 1962                                                              | 1968   | 1975    | 1982   | 1990   | 1999   | - | - | - |
| ----------------------------------------------------------------- | ------ | ------- | ------ | ------ | ------ | - | - | - |
| 89.258                                                            | 98.755 | 102.239 | 96.908 | 93.765 | 93.540 | - | - | - |
| Tal fra og med 1962 er uden dobbelttælling (sans doubles comptes) |        |         |        |        |        |   |   |   |

## Administration

### Borgmestre
| Périodes   | Identité                    | Parti                   | Qualité |
| ---------- | --------------------------- | ----------------------- | ------- |
| 1790-1791  | Louis Desurmont             |                         |         |
| 1791-1792  | Pierre Motte-Florin         |                         |         |
| 1792-1795  | Louis Desurmont             |                         |         |
| 1795-1798  | Antoine Lehoucq             |                         |         |
| 1798       | Jean-Baptiste Wattel-Florin |                         |         |
| 1798       | Antoine Lehoucq             |                         |         |
| 1798-1799  | Charles Delzenne            |                         |         |
| 1799-1800  | Philippe-François Suin      |                         |         |
| 1800       | Jean Wattine                |                         |         |
| 1800-1808  | Louis Desurmont fils        |                         |         |
| 1808-1816  | Pierre Delahaye             |                         |         |
| 1816-1822  | Fidèle Dewavrin-Frys        |                         |         |
| 1822-1830  | Laurent Destombes-Roussel   | Monarchiste légitimiste |         |
| 1830-1837  | Auguste Cordonnier          | Conservateur catholique |         |
| 1837-1847  | André Delahaye fils         | Conservateur catholique |         |
| 1847-1849  | Carlos Masurel              |                         |         |
| 1852-1853  | Louis Wattine               |                         |         |
| 1853-1855  | Carlos Masurel              |                         |         |
| 1857-1870  | Charles Roussel             |                         |         |
| 1870-1879  | André Delahaye              |                         |         |
| 1879-1881  | Désiré Debuchy              |                         |         |
| 1881-1899  | Victor Hassebroucq          |                         |         |
| 1899-1919  | Gustave Dron                | Radical                 |         |
| 1919-1925  | François Leduc              |                         |         |
| 1925-1930  | Gustave Dron                | Radical                 |         |
| 1930       | Jules Brassart              |                         |         |
| 1930-1935  | Albert Inghels              | Socialiste              |         |
| 1935-1941  | Edmond Salembien            |                         |         |
| 1944-1947  | Fernand Lamblin             | Maire à la Libération   |         |
| 1947-1959  | Louis Paris                 | Socialiste              |         |
| 1959-1977  | René Lecocq                 | Gaulliste               |         |
| 1977-1979  | Guy Chatiliez               | Socialiste              |         |
| 1979-1983  | Maurice Devloo              | Socialiste              |         |
| 1983-1989  | Stéphane Dermaux            | Centriste               |         |
| 1989- 2008 | Jean-Pierre Balduyck        | Socialiste              |         |
| 2008-      | Michel François Delannoy    | Socialiste              |         |
|            |                             |                         |         |
|            |                             |                         |         |

## Venskabsbyer
Tourcoing har følgende venskabsbyer:
- Berlin Tyskland
- Biella, Italien
- Bottrop, Tyskland
- Guimarães, Portugal
- Jastrzębie-Zdrój, Polen
- Mouscron, Belgien
- Mühlhausen (Thüringen), Tyskland
- Rochdale, Forenede Kongerige
- Biskra, Algeriet